# Stanisław Weryk
Stanisław Weryk (ur. 2 kwietnia 1949 we wsi Żelktynie (Litwa), zm. 7 lipca 2025) – polski kolarz torowy, mistrz i reprezentant Polski.

## Życiorys
Był zawodnikiem LKS Pomorze Stargard, LKS Gryf Szczecin (1967-1969) i Arkonii Szczecin (1973).
W 1969 został mistrzem Polski seniorów w wyścigu na 4000 metrów na dochodzenie drużynowo. W tej samej konkurencji zdobył też brązowy medal MP w 1967.
Reprezentował Polskę na mistrzostwach świata w 1969, zajął tam 5-8. miejsce w wyścigu na 4000 metrów na dochodzenie drużynowo (polski zespół w składzie Paweł Kaczorowski, Mieczysław Nowicki, Bogdan Lengiewicz i S. Weryk odpadł w ćwierćfinale). Startował także w wyścigach szosowych i przełajowych.
Był jednym z założycieli powstałego w 1989 Stargardzkiego Towarzystwa Cyklistów, w latach 1995-1996 był jego prezesem.